# Allocosa
Allocosa Banks, 1900 è un genere di ragni appartenente alla famiglia Lycosidae.

## Distribuzione
Le 133 specie note di questo genere sono state reperite in America, Africa, Oceania, Asia ed Europa meridionale.

## Tassonomia
Ritenuto un sinonimo anteriore di Moenkhausiana Petrunkevitch, 1910 (a sua volta considerato sinonimo anteriore di Glieschiella Mello-Leitão, 1932 e trasferito qui dalla famiglia Zodariidae a seguito di un lavoro di Dondale del 1986) e anche di Araucaniocosa Mello-Leitão, 1951, secondo uno studio sugli esemplari di A. difficilis Mello-Leitão, 1951 effettuato dall'aracnologo Capocasale nel 1990.
Dall'entomologo Guy è considerato sottogenere di Lycosa Latreille, 1804, in un suo lavoro del 1966 (cfr. anche la sezione Tassonomia del genere Dingosa).
Non sono stati esaminati esemplari di questo genere dal 2013.
Attualmente, a luglio 2016, si compone di 133 specie:
1. Allocosa abmingani (Hickman, 1944) — Australia meridionale
2. Allocosa absoluta (Gertsch, 1934) — USA, Messico
3. Allocosa adolphifriederici (Strand, 1913) — Africa centrale e orientale, Zanzibar
4. Allocosa albiconspersa Roewer, 1959 — Ruanda
5. Allocosa albonotata (Schmidt, 1895) — Russia
6. Allocosa algoensis (Pocock, 1900) — Sudafrica
7. Allocosa alticeps (Mello-Leitão, 1944) — Argentina
8. Allocosa apora (Gertsch, 1934) — dagli USA alla Costa Rica
9. Allocosa aurata (Purcell, 1903) — Sudafrica
10. Allocosa aurichelis Roewer, 1959 — Sudafrica
11. Allocosa bersabae Roewer, 1959 — Namibia
12. Allocosa biserialis Roewer, 1959 — Congo
13. Allocosa brasiliensis (Petrunkevitch, 1910) — Brasile, Uruguay, Argentina, Cile
14. Allocosa caboverdensis Schmidt & Krause, 1995 — Isole Capo Verde
15. Allocosa calamarica (Strand, 1914) — Colombia
16. Allocosa cambridgei (Simon, 1876) — Turchia, Siria
17. Allocosa chamberlini (Gertsch, 1934) — USA
18. Allocosa clariventris (Guy, 1966) — Marocco
19. Allocosa comotti (Thorell, 1887) — Birmania
20. Allocosa danneili (Dahl, 1908) — Arcipelago delle Bismarck (Papua Nuova Guinea)
21. Allocosa delagoa Roewer, 1959 — Mozambico
22. Allocosa delesserti (Caporiacco, 1941) — Etiopia
23. Allocosa deserticola (Simon, 1898) — Egitto
24. Allocosa dingosaeformis (Guy, 1966) — Marocco
25. Allocosa dubia (Walckenaer, 1837) — Brasile
26. Allocosa dufouri (Simon, 1876) — Portogallo, Spagna
27. Allocosa edeala Roewer, 1959 — Camerun
28. Allocosa efficiens Roewer, 1959 — Congo, Ruanda
29. Allocosa excusor (L. Koch, 1867) — Queensland (Australia)
30. Allocosa exserta Roewer, 1959 — Botswana, Sudafrica
31. Allocosa faberrima (Simon, 1910) — Namibia
32. Allocosa finkei (Hickman, 1944) — Australia meridionale
33. Allocosa flavisternis (L. Koch, 1877) — Queensland (Australia), Nuovo Galles del Sud (Australia)
34. Allocosa floridiana (Chamberlin, 1908) — USA
35. Allocosa funerea (Hentz, 1844)[2] — USA
36. Allocosa furtiva (Gertsch, 1934) — USA
37. Allocosa gabesia Roewer, 1959 — Tunisia
38. Allocosa glochidea Roewer, 1959 — Namibia
39. Allocosa gorontalensis (Merian, 1911) — Celebes (Indonesia)
40. Allocosa gracilitarsis (Purcell, 1903) — Sudafrica
41. Allocosa guianensis (Caporiacco, 1947) — Guyana
42. Allocosa halei (Hickman, 1944) — Territorio del Nord (Australia)
43. Allocosa handschini (Schenkel, 1937) — Marocco
44. Allocosa hasselti (L. Koch, 1877) — Queensland (Australia), Australia meridionale
45. Allocosa hirsuta (Bösenberg & Lenz, 1895) — Africa centrale e orientale
46. Allocosa hostilis (L. Koch, 1877) — Isole Figi
47. Allocosa hugonis (Strand, 1911) — Isole Aru (Indonesia)
48. Allocosa illegalis (Strand, 1906) — Etiopia
49. Allocosa ituriana (Strand, 1913) — Africa centrale
50. Allocosa iturianella Roewer, 1959 — Kenya, Uganda
51. Allocosa kalaharensis (Simon, 1910) — Namibia, Sudafrica
52. Allocosa karissimbica (Strand, 1913) — Africa centrale e orientale
53. Allocosa kazibana Roewer, 1959 — Congo, Ruanda, Tanzania
54. Allocosa kulagini (Spassky, 1941) — Tagikistan
55. Allocosa laetella (Strand, 1907) — Isole Molucche
56. Allocosa lawrencei (Roewer, 1951) — Sudafrica
57. Allocosa leucotricha Roewer, 1959 — Congo
58. Allocosa lombokensis (Strand, 1913) — Lombok (Indonesia)
59. Allocosa mafensis (Lawrence, 1927) — Namibia
60. Allocosa mahengea Roewer, 1959 — Tanzania
61. Allocosa manmaka Roewer, 1960 — Afghanistan
62. Allocosa maroccana Roewer, 1959 — Marocco
63. Allocosa marshalli (Pocock, 1901) — Sudafrica
64. Allocosa martinicensis (Strand, 1910) — Martinica
65. Allocosa marua Roewer, 1959 — Camerun
66. Allocosa mascatensis (Simon, 1898) — Oman
67. Allocosa mexicana (Banks, 1898) — Messico
68. Allocosa millica (Strand, 1906) — USA
69. Allocosa mirabilis (Strand, 1906) — Etiopia
70. Allocosa mogadorensis (Simon, 1909) — Marocco
71. Allocosa mokiensis Gertsch, 1934 — USA
72. Allocosa molicola (Strand, 1906) — Etiopia
73. Allocosa montana Roewer, 1959 — Tanzania
74. Allocosa morelosiana (Gertsch & Davis, 1940) — USA, Messico
75. Allocosa mossambica Roewer, 1959 — Mozambico
76. Allocosa mossamedesa Roewer, 1959 — Angola
77. Allocosa mulaiki (Gertsch, 1934) — USA
78. Allocosa mutilata Mello-Leitão, 1937 — Brasile
79. Allocosa nanahuensis (Badcock, 1932) — Paraguay
80. Allocosa nebulosa Roewer, 1959 — Congo
81. Allocosa nigella (Caporiacco, 1940) — Etiopia
82. Allocosa nigripes (Guy, 1966) — Marocco
83. Allocosa nigriventris (Guy, 1966) — Marocco
84. Allocosa nigrofulva (Caporiacco, 1955) — Venezuela
85. Allocosa noctuabunda (Montgomery, 1904) — USA, Messico
86. Allocosa obscuroides (Strand, 1906) — Giava, Australia
87. Allocosa obturata (Lawrence, 1928) — Namibia
88. Allocosa olivieri (Simon, 1876) — Siria, Israele
89. Allocosa orinus (Chamberlin, 1916) — Perù
90. Allocosa otavia Roewer, 1959 — Namibia
91. Allocosa palabunda (L. Koch, 1877) — Australia, Nuova Caledonia
92. Allocosa pallideflava (Lawrence, 1936) — Namibia
93. Allocosa panamena Chamberlin, 1925 — dal Messico all'Ecuador
94. Allocosa paraguayensis (Roewer, 1951) — Paraguay
95. Allocosa pardala (Strand, 1909) — Brasile
96. Allocosa parva (Banks, 1894) — dagli USA alla Costa Rica
97. Allocosa parvivulva (Lawrence, 1927) — Namibia
98. Allocosa pellita Roewer, 1960 — Afghanistan
99. Allocosa perfecta Roewer, 1959 — Namibia
100. Allocosa pistia (Strand, 1913) — Africa centrale e orientale
101. Allocosa plumipes Roewer, 1959 — Tanzania
102. Allocosa pugnatrix (Keyserling, 1877) — America centrale, Indie occidentali
103. Allocosa pulchella Roewer, 1959 — Namibia
104. Allocosa pylora Chamberlin, 1925 — USA
105. Allocosa quadrativulva (Caporiacco, 1955) — Venezuela
106. Allocosa retenta (Gertsch & Wallace, 1935) — USA
107. Allocosa ruwenzorensis (Strand, 1913) — Africa orientale
108. Allocosa samoana (Roewer, 1951) — Isole Samoa
109. Allocosa sangtoda Roewer, 1960 — Afghanistan
110. Allocosa schoenlandi (Pocock, 1900) — Sudafrica
111. Allocosa schubotzi (Strand, 1913) — Ruanda
112. Allocosa sefrana (Schenkel, 1937) — Algeria
113. Allocosa sennaris Roewer, 1959 — Sudan
114. Allocosa sjostedti (Lessert, 1926) — Africa orientale, Ruanda
115. Allocosa soluta (Tullgren, 1905) — Bolivia
116. Allocosa sublata (Montgomery, 1902) — USA
117. Allocosa subparva Dondale & Redner, 1983 — USA, Messico
118. Allocosa tagax (Thorell, 1897) — Myanmar
119. Allocosa tangana Roewer, 1959 — Tanzania
120. Allocosa tarentulina (Audouin, 1826) — Africa settentrionale
121. Allocosa tenebrosa (Thorell, 1897) — Myanmar
122. Allocosa testacea Roewer, 1959 — Sudafrica
123. Allocosa thieli (Dahl, 1908) — Arcipelago delle Bismarck (Papua Nuova Guinea)
124. Allocosa tremens (O. P.-Cambridge, 1876) — Africa settentrionale
125. Allocosa tuberculipalpa (Caporiacco, 1940) — Africa centrale e orientale
126. Allocosa umtalica (Purcell, 1903) — Africa orientale e meridionale
127. Allocosa utahana Dondale & Redner, 1983 — USA
128. Allocosa venezuelica (Caporiacco, 1955) — Venezuela
129. Allocosa veracruzana (Gertsch & Davis, 1940) — Messico
130. Allocosa wittei Roewer, 1959 — Congo
131. Allocosa woodwardi (Simon, 1909) — Australia occidentale
132. Allocosa yurae (Strand, 1908) — Perù, Cile
133. Allocosa zualella (Strand, 1907) — Nuovo Galles del Sud (Australia)

### Sinonimi
- Allocosa difficilis (Mello-Leitão, 1951); posta in sinonimia con A. brasiliensis (Petrunkevitch, 1910) a seguito di uno studio di Capocasale del 1990[1].
- Allocosa senex (Mello-Leitão, 1945); posta in sinonimia con A. brasiliensis (Petrunkevitch, 1910) a seguito di uno studio di Capocasale (2001a).

### Specie trasferite
1. Allocosa alachua (Gertsch & Wallace, 1935); trasferita al genere Pirata Sundevall, 1833[1].
2. Allocosa allapahae (Gertsch, 1940); trasferita al genere Pirata Sundevall, 1833
3. Allocosa arenicola (Emerton, 1909); trasferita al genere Pirata Sundevall, 1833
4. Allocosa aspirans (Chamberlin, 1904); trasferita al genere Pirata Sundevall, 1833
5. Allocosa australicola (Strand, 1913); trasferita al genere Lycosa Latreille, 1804
6. Allocosa australis (Simon, 1884); trasferita al genere Lycosa Latreille, 1804
7. Allocosa baulnyi (Simon, 1876); trasferita al genere Lycosa Latreille, 1804
8. Allocosa bicolor (Hogg, 1905); trasferita al genere Lycosa Latreille, 1804
9. Allocosa browni (Gertsch & Davis, 1940); trasferita al genere Pirata Sundevall, 1833
10. Allocosa castanea (Hogg, 1905); trasferita al genere Lycosa Latreille, 1804
11. Allocosa clara (L. Koch, 1877); trasferita al genere Knoelle Framenau, 2006
12. Allocosa fasciiventris (Dufour, 1835); trasferita al genere Lycosa Latreille, 1804
13. Allocosa felix (O. Pickard-Cambridge, 1898); trasferita al genere Pirata Sundevall, 1833
14. Allocosa frondicola (Emerton, 1885); trasferita al genere Hogna Simon, 1885
15. Allocosa furcillata (L. Koch, 1867); trasferita al genere Venatrix Roewer, 1960
16. Allocosa fuscana (Pocock, 1901); trasferita al genere Lycosa Latreille, 1804
17. Allocosa georgicola (Walckenaer, 1837); trasferita al genere Tigrosa Brady, 2012
18. Allocosa grata (Gertsch & Davis, 1940); trasferita al genere Pirata Sundevall, 1833
19. Allocosa humicola (Montgomery, 1902); trasferita al genere Piratula Roewer, 1960
20. Allocosa impedita (Simon, 1909); trasferita al genere Trochosa C.L. Koch, 1847
21. Allocosa implacida (Nicolet, 1849); trasferita al genere Lycosa Latreille, 1804
22. Allocosa insularis (Emerton, 1885); trasferita al genere Pirata Sundevall, 1833
23. Allocosa iranii (Pocock, 1901); trasferita al genere Lycosa Latreille, 1804
24. Allocosa laeta (L. Koch, 1877); trasferita al genere Lycosa Latreille, 1804
25. Allocosa laeta curticeps (Strand, 1913); trasferita al genere Lycosa Latreille, 1804
26. Allocosa laeta protruda (Strand, 1913); trasferita al genere Lycosa Latreille, 1804
27. Allocosa lamperti (Strand, 1906); trasferita al genere Malimbosa Roewer, 1960
28. Allocosa maculata (Emerton, 1909); trasferita al genere Pirata Sundevall, 1833
29. Allocosa masteri (Pocock, 1901); trasferita al genere Lycosa Latreille, 1804
30. Allocosa mayaca (Gertsch, 1940); trasferita al genere Pirata Sundevall, 1833
31. Allocosa mimula (Gertsch, 1934); trasferita al genere Schizocosa Chamberlin, 1904
32. Allocosa molyneuxi (Hogg, 1905); trasferita al genere Lycosa Latreille, 1804
33. Allocosa munieri (Simon, 1876); trasferita al genere Lycosa Latreille, 1804
34. Allocosa nigrotibialis (Simon, 1884); trasferita al genere Lycosa Latreille, 1804
35. Allocosa nordmanni (Thorell, 1875); trasferita al genere Lycosa Latreille, 1804
36. Allocosa oculata (Simon, 1876); trasferita al genere Lycosa Latreille, 1804
37. Allocosa ornatula (L. Koch, 1877); trasferita al genere Venatrix Roewer, 1960
38. Allocosa panousei (Guy, 1966); trasferita al genere Lycosa Latreille, 1804
39. Allocosa parallela (Banks, 1898); trasferita al genere Camptocosa Dondale, Jiménez & Nieto, 2005
40. Allocosa percauta (Simon, 1909); trasferita al genere Venatrix Roewer, 1960
41. Allocosa phipsoni (Pocock, 1899); trasferita al genere Lycosa Latreille, 1804
42. Allocosa pia (Bösenberg & Strand, 1906); trasferita al genere Lycosa Latreille, 1804
43. Allocosa pictula (Pocock, 1901); trasferita al genere Lycosa Latreille, 1804
44. Allocosa prolifica (Pocock, 1901); trasferita al genere Lycosa Latreille, 1804
45. Allocosa propitia (Simon, 1909); trasferita al genere Venatrix Roewer, 1960
46. Allocosa pugil (Bertkau, 1880); trasferita al genere Arctosa C. L. Koch, 1847
47. Allocosa retiruga (Simon, 1905); trasferita al genere Anoteropsis L. Koch, 1878
48. Allocosa suboculata (Guy, 1966); trasferita al genere Lycosa Latreille, 1804
49. Allocosa suwanea (Gertsch, 1940); trasferita al genere Pirata Sundevall, 1833
50. Allocosa timidula (Roewer, 1951); trasferita al genere Pardosa C. L. Koch, 1847
51. Allocosa tula (Strand, 1913); trasferita al genere Lycosa Latreille, 1804
52. Allocosa virgo Chamberlin, 1925; trasferita al genere Arctosa C. L. Koch, 1847

### Nomina dubia
- Allocosa argentinensis (Mello-Leitão, 1938a); esemplare femminile rinvenuto in Argentina e in origine ascritto al l'ex-genere Moenkhausiana: a seguito di un lavoro di Capocasale del 1990, è da ritenersi nomen dubium[1].
- Allocosa evagata Chamberlin, 1908; esemplare femminile rinvenuto in Messico: a seguito di uno studio degli aracnologi Dondale & Redner (1983b) è da ritenersi nomen dubium.
- Allocosa halophila (Mello-Leitão, 1932c); esemplare femminile rinvenuto in Brasile: a seguito di un lavoro di Capocasale del 1990, è da ritenersi nomen dubium (da riscontrare anche le note presenti in un lavoro di Mello-Leitão (1943a) sugli esemplari tipo dell'ex-genere Glieschiella).
- Allocosa modesta (Keyserling, 1877a); esemplari maschili e femminili reperiti negli USA e originariamente ascritti al genere Tarentula, trasferiti qui a seguito di un lavoro di Roewer (1955c): a seguito di un lavoro di Dondale & Redner del 1979 sono da ritenersi nomina dubia (da confrontare anche le note dello studio di Kaston del 1948 al riguardo).
- Allocosa scalaris (Thorell, 1877c); esemplare femminile rinvenuto negli USA e originariamente ascritto al genere Tarentula, trasferiti qui a seguito di un lavoro di Roewer (1955c): a seguito di un lavoro di Dondale & Redner del 1979 è da ritenersi nomen dubium